# 이 안에 외계인이 있다
"이 안에 외계인이 있다"는 2020년에 공개된 대한민국의 영화이다. 2020년 7월 11일 부천국제판타스틱영화제 코리안 판타스틱: 장편경쟁 초청작으로 CGV소풍에서 초연되었다.

## 캐스팅
- 조병규: 도건태 역
- 배누리: 배수진 역
- 이현웅: 민두환 역
- 태항호: 태하명 역
- 윤진영: 윤진상 역
- 전재형: 스톤창 역
- 김규종: 백마탄 역
- 윤재: 윤미미 역
- 맹봉학: 맹봉학 박사 역
- 정건영: 권귀덕 역
- 김영철: 대장외계인 역 (특별출연)

## 수상
- 2020년 제24회 부천국제판타스틱영화제 코리안 판타스틱: 장편 왓챠가 주목한 장편 (최은종) 수상